# Arrankudiaga
Arrankudiaga en basque ou Arrancudiaga en espagnol est une commune de Biscaye dans la communauté autonome du Pays basque en Espagne.
Le nom officiel de la ville est Arrankudiaga.

## Géographie

### Quartier
1. Arene (principal): 530 habitants en 2007.
2. Zollo-Elexalde: 113 habitants.
3. Zuluaga: 108 habitants.
4. Uribarri: 97 habitants.
5. Aspiuntza: 34 habitants.

### Patrimoine religieux

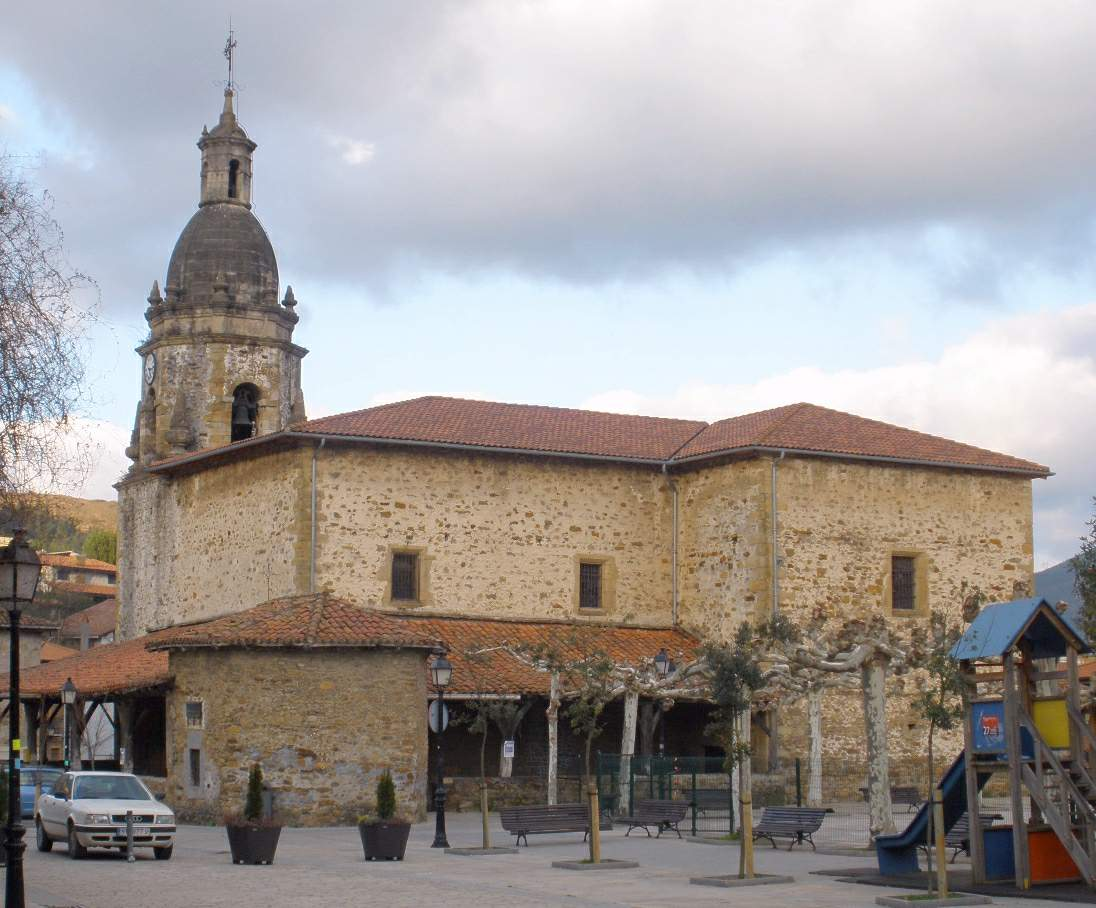
Nuestra Señora de la Asunción, église paroissiale d'Arrankudiaga

### Sources
- (es) Cet article est partiellement ou en totalité issu de l’article de Wikipédia en espagnol intitulé « Arrancudiaga » (voir la liste des auteurs).